# Łubno Szlacheckie
Łubno Szlacheckie is een plaats in het Poolse district  Jasielski, woiwodschap Subkarpaten. De plaats maakt deel uit van de gemeente Tarnowiec en telt 440 inwoners.